# Sheliak
Sheliak (Beta de la Lira / β Lyrae) és una estrella binària del tipus binària eclipsant situada a la constel·lació de la Lira, a una distància de 960 anys llum des del Sol. El nom prové de l'àrab 'Al Shilya' una de les constel·lacions de Lira segons l'astronomia islàmica.

Animació que mostra com s'altera la corba de llum d'una estrella binària de contacte mentre realitza la seua òrbita. Aquest cas pressuposa que el pla de l'òrbita creua amb la línia d'observació de l'observador.